# Ferrari 166
Ferrari 166 — первая крупная (около 100 экземпляров) серия автомобилей итальянской фирмы Ferrari, выпускавшихся в 1948—1949 годах. Гоночные и спортивные модели объединяло использование двухлитрового 12‑цилиндрового V-образного двигателя, рабочий объём одного цилиндра которого примерно равнялся 166 см³, отсюда и название серии. Эти автомобили одержали множество побед, включая первые победы Ferrari в знаменитых соревнованиях 24 часа Ле-Мана и Милле Милья, а также впервые были показаны в автосалонах и стали продаваться частным лицам.

## Конструкция
Практически все выпущенные в описываемый период автомобили Ferrari оборудовались изготовленными на стороне кузовами, благо в Италии того времени было множество кузовостроительных фирм. Каждый делался под конкретного покупателя с учётом всех его пожеланий, поэтому все автомобили, даже одной модели, были разными и по внешнему виду, и по размерам.

По тем временам купить… машину было все равно, что заказать у портного костюм. Изменения в конструкцию можно было вносить по своему усмотрению чуть ли не до самого дня окончания работ.— Энцо Феррари: победивший скорость . — С. 231. Глава пятая.
Кузова устанавливались на раму, сконструированную специалистами Ferrari, но изготавливаемую на фирме Gilco. Лонжеронная рама сваривалась из стальных труб: овального сечения продольных и круглого — поперечных.
12-цилиндровый V-образный с углом развала 60° бензиновый двигатель конструкции Джоаккино Коломбо имел выполненные из алюминиевого сплава блок и головки цилиндров. Два верхних распределительных вала, по одному в каждой головке (SOHC), приводились с помощью двухрядных цепей от полноопорного коленчатого вала. Распредвалы качали коромысла, которые открывали и закрывали клапаны, по два на цилиндр. Питание двигателя осуществлялось с помощью карбюраторов, одного — на более простых версиях и трёх — на мощных вариантах.
Двигатель располагался спереди и был состыкован с пятиступенчатой механической коробкой передач с повышающей пятой передачей. Вращение от двигателя через сухое однодисковое сцепление с гидравлическим приводом передавалось на коробку, а от неё, с помощью карданного вала с промежуточной опорой — на задний мост с алюминиевым корпусом главной передачи и стальными кожухами полуосей.
В независимой передней подвеске на поперечных рычагах не равной длины в качестве упругого элемента использовалась расположенная снизу, под рамой поперечная рессора. Мост задней зависимой подвески устанавливался на двух продольных рессорах и имел стабилизатор поперечной устойчивости. Спереди и сзади использовались гидравлические рычажные амортизаторы. Рулевое колесо на двухместных автомобилях располагалось справа, а рулевой механизм с червячной передачей не имел усилителя. Спереди и сзади были установлены барабанные тормоза с алюминиевыми, с чугунными вставками, оребрёнными барабанами и гидравлическим приводом.

## 166 Spyder Corsa, 166 Inter Sport, 166 Inter Corsa

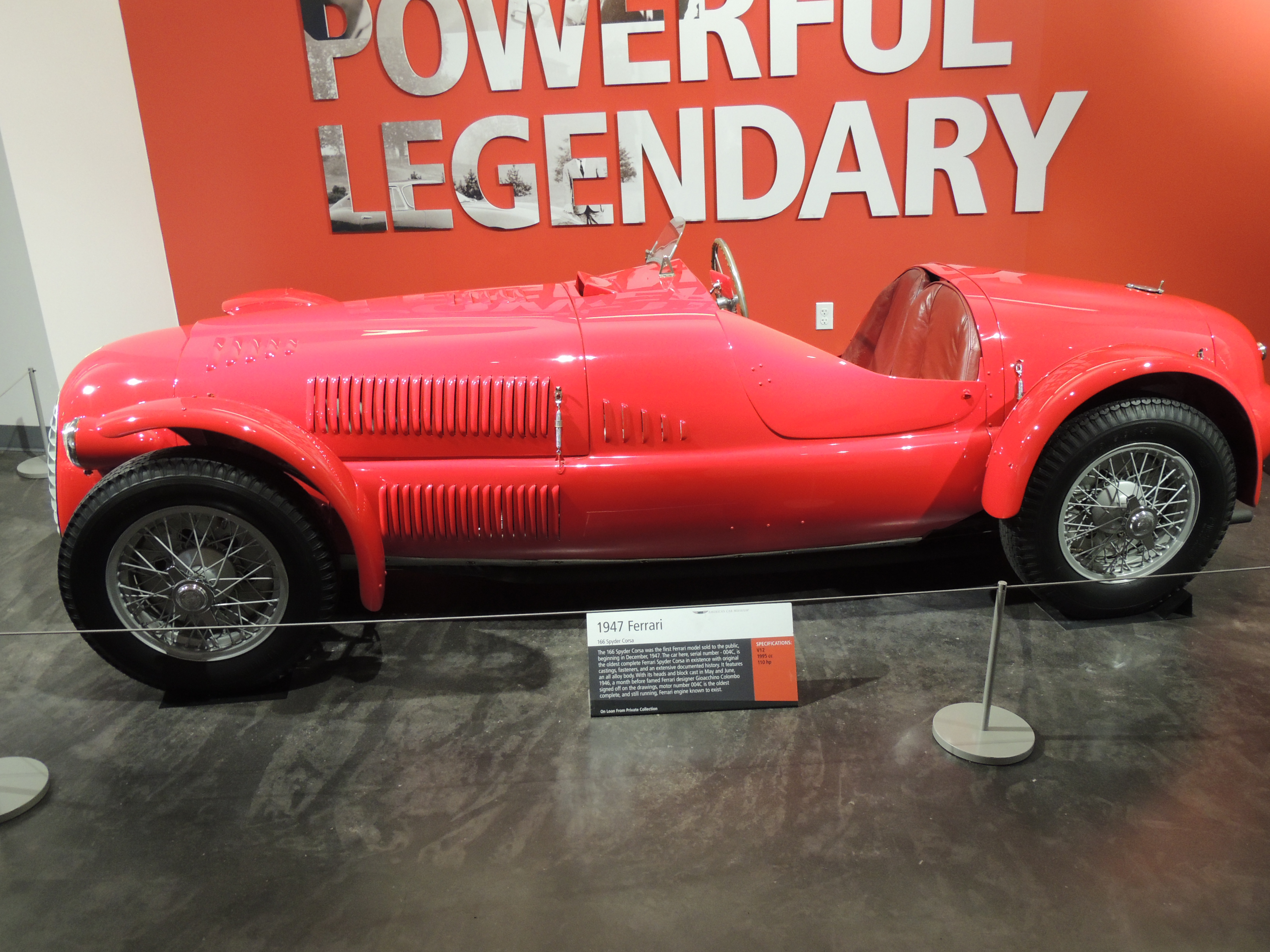
Ferrari 166 Spyder Corsa

В конце 1947 года новый двигатель с увеличенным рабочим объёмом установили на один из выпущенных ранее автомобилей фирмы. Двухместная модель с кузовом с открытыми колёсам и крыльями, как у мотоцикла (или велосипеда) получил название 166 Spyder Corsa. Вместе с моделями 166 Inter Sport и 166 Inter Corsa, эти автомобили были мостиком, объединяющим одноместные гоночные и двухместные спортивные модели Ferrari. В стандартном состоянии они были пригодны для движения по дорогам общего пользования и участия в соревнованиях на выносливость. Но если снять с них крылья и фары, они превращались в настоящие гоночные машины для соревнований на закрытых трассах.
В течение 1948 года из старых и новых деталей было собрано ещё несколько автомобилей 166 Spyder Corsa. В дальнейшем, отдельные модели были полностью переделаны, включая замену кузова, но сохранили прежнее имя.

## 166 S
Два новых гоночных двухместных автомобиля 166 S были представлены в начале 1948 года. Один с закрытым кузовом берлинетта, второй — с открытым спайдер, оба кузова изготовления Allemano. Автомобили оборудовались 110-сильной версией двигателя с тремя карбюраторами. В том же году на берлинетте была одержана победа в гонке Милле Милья с Клементе Биондетти и Джузеппе Навоне (Giuseppe Navone) за рулём, а на спайдере выиграли соревнование Giro di Sicilia. Вскоре был выпущен ещё один спортпрототип, послуживший основой для создания, в дальнейшем, множества дорожных автомобилей с кузовами различных видов.

## 166 MM

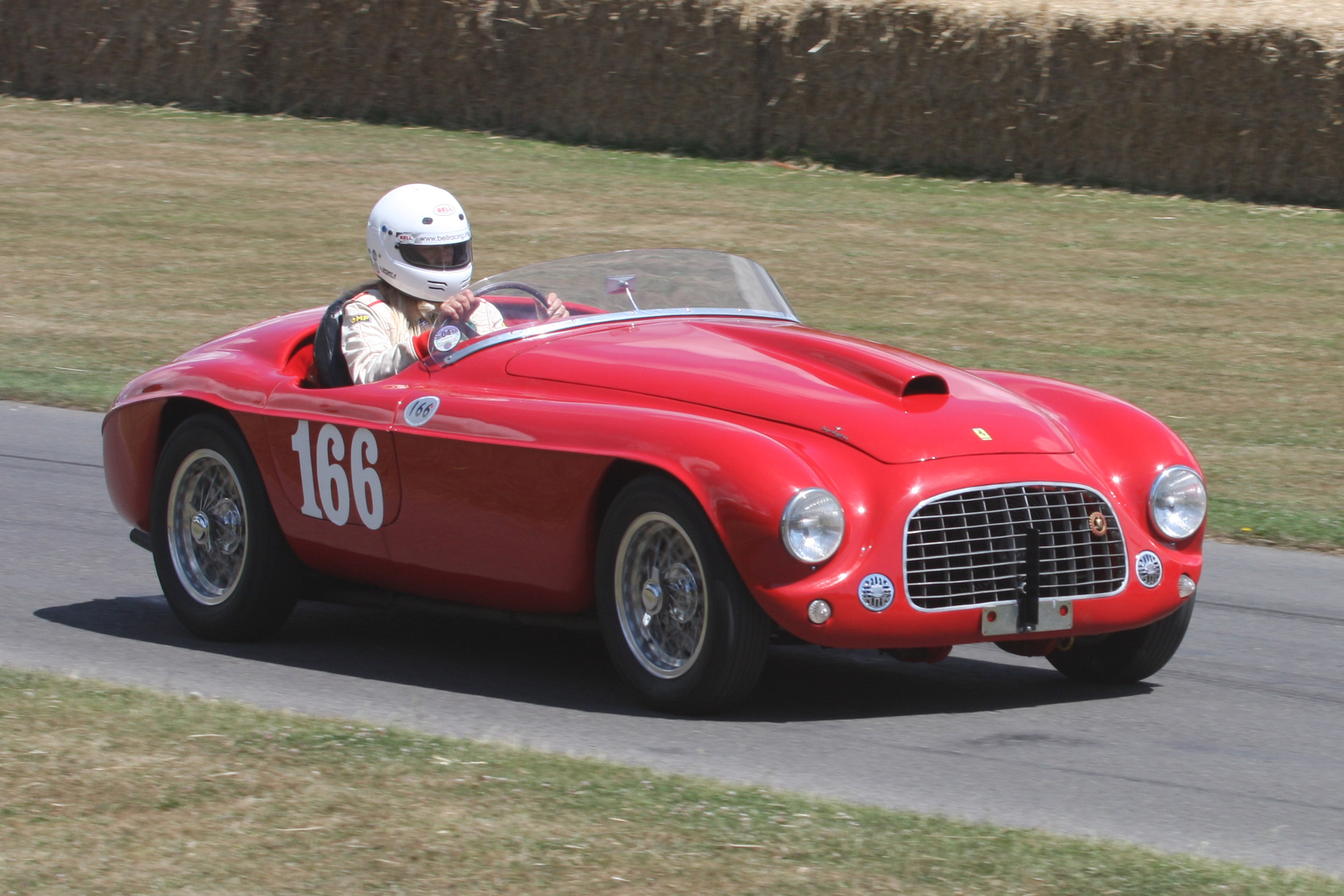
Ferrari 166 MM Barchetta

Модель 166 MM была впервые показана осенью 1948 года на Туринском автосалоне. Она получила своё название по имени одной из самых известных гонок на выносливость — Милле Милья (MM), в которой автомобили из Маранелло побеждали снова и снова. Её сверхлёгкий и жёсткий кузов, созданный по патентованной технологии Superleggera в ателье Touring устанавливался на шасси с укороченной колёсной базой. Двигатель мощностью 140 л. с. был приспособлен для работы на обычном, а не специальном гоночном бензине.
166 MM был не просто автомобилем для любителей, это был настоящий гоночный болид. Именно на этой модели была одержана первая победа Ferrari в гонке 24 часа Ле-Мана в 1949 году с Луиджи Чинетти и Питером Митчелл-Томсоном за рулём.
Глядя именно на этот автомобиль, выставленный в Турине, итальянский журналист Джованни Канестрини произнёс: «Ma questa non è una macchina; è una barchetta! (Это же не машина, а маленькая лодка!)». Так название Barchetta появилось в лексиконе сначала итальянских автомобильных журналистов, а затем стало распространённым именем небольшого открытого спортивного автомобиля.
В 1952—1953 годах была выпущена вторая партия автомобилей с немного модернизированным двигателем. Всего было изготовлено около 50 автомобилей, среди них нет двух одинаковых, так как каждый изготавливался по специальному заказу для конкретного покупателя. Позже, некоторые из них были переделаны и получили новые, оригинальные кузова.

## 166 Inter

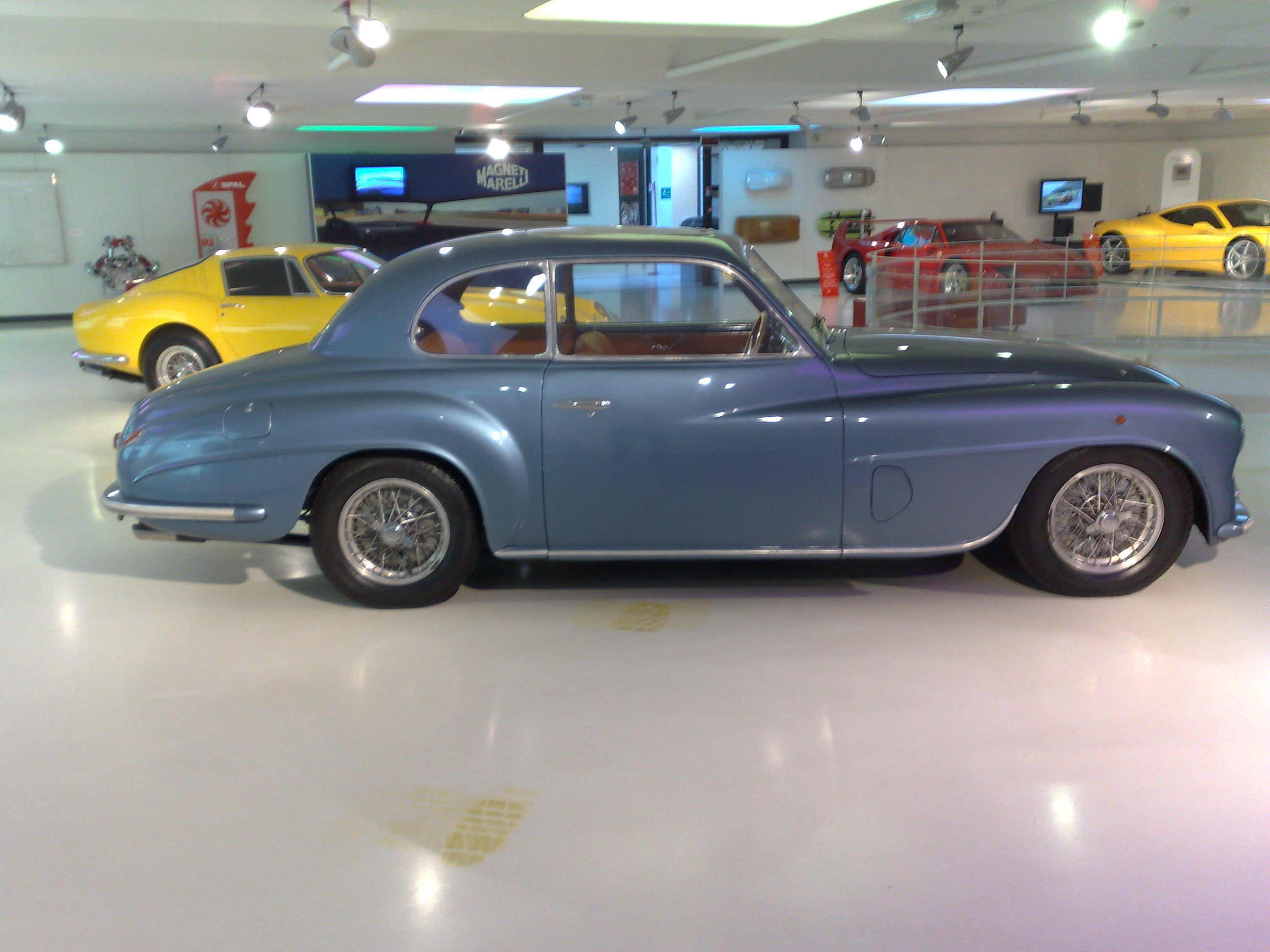
Ferrari 166 Inter с самым распространённым кузовом — купе фирмы Touring

Выпускавшиеся в 1948—1950 годах дорожные автомобили 166 Inter были созданы на базе гоночных моделей серии. Они имел успех у покупателей, в том числе и за пределами Италии, формируя репутацию Ferrari на таком важном для фирмы рынке, как американский. В основном, автомобили комплектовались закрытыми кузовами купе, но в студии Stabilimenti Farina было изготовлено три кабриолета, а также Bertone сделал один экземпляр с открытым кузовом. Помимо кузовов, изготовленных фирмами Stabilimenti Farina, Bertone и Touring, последняя сделала самое первое купе для Туринского автосалона, были также экземпляры с кузовами Ghia и Vignale.
Моделей с кузовами Touring было изготовлено больше всего. Они имели сильное стилистическое сходство с автомобилями 166 MM, но оснащались закрытыми трёхобъёмными кузовами с плавными формами и имели увеличенную колёсную базу. Экземпляры Stabilimenti Farina и Ghia с солидным массивным кузовом типа фастбэк купе, в общих чертах, походили друг на друга. Фирма Vignale, также, предлагала фастбек купе, но более лёгкого спортивного вида, что сделало её модели вторыми по популярности. Кабриолеты Stabilimenti Farina были копиями купе с заниженной подоконной линией и имели складывающийся мягкий верх, также как и открытый кузов Bertone.

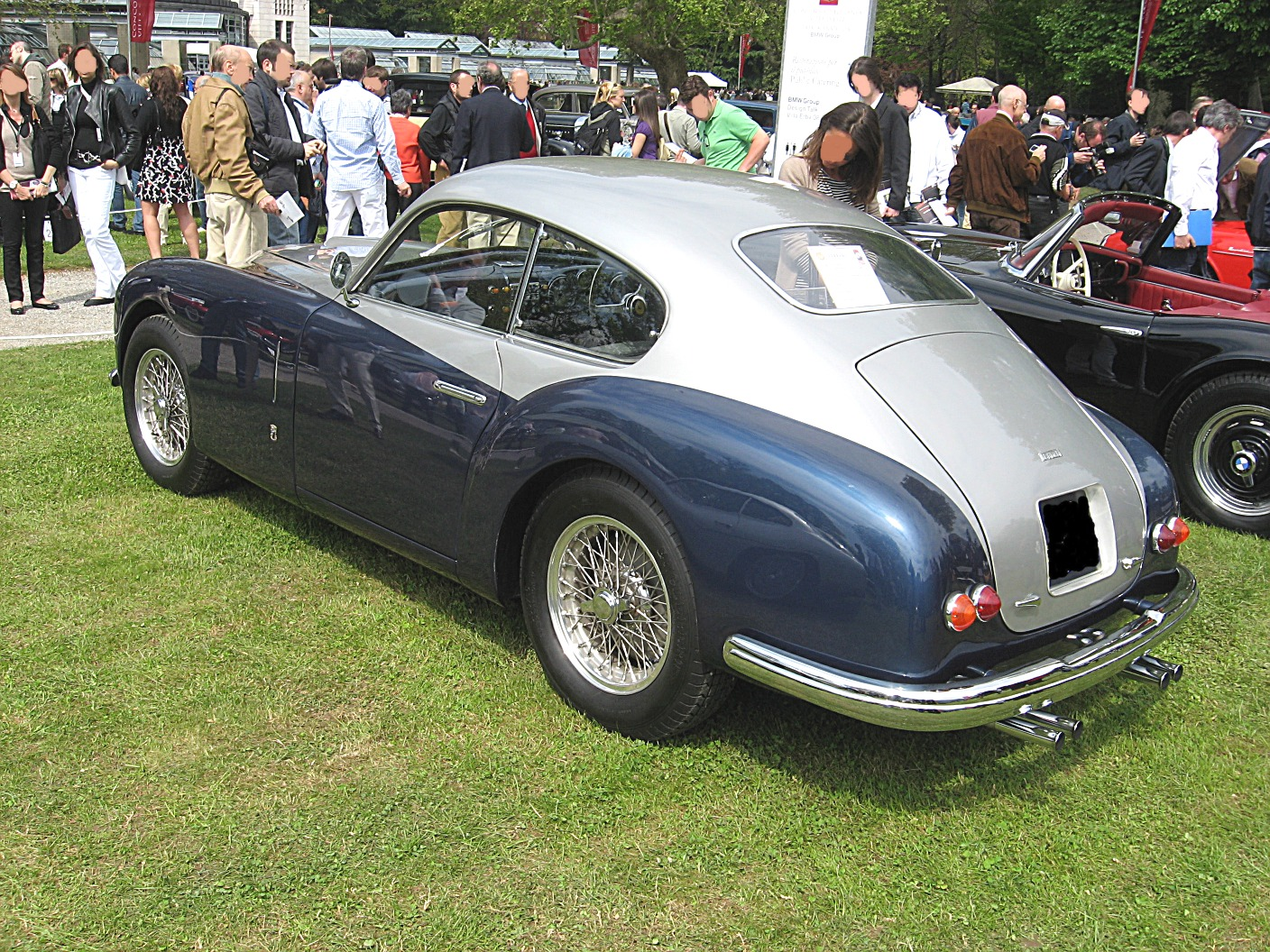
Ferrari 166 Inter с кузовом купе фастбэк изготовления Stabilimenti Farina

Среди автомобилей не было двух одинаковых, все кузова изготавливались вручную, следуя любой прихоти заказчика. Каждый автомобиль был оригинальным экземпляром с множеством отличающихся деталей, за исключением, разве что, решётки радиатора и фар, компонентов поступающих со стороны. Это были дорожные автомобили, и они имели бампера: в моделях Touring это были небольшие, покрытые резиной слегка выступающие детали, а на экземплярах с кузовами Farina, Ghia и Vignale они представляли собой массивные хромированные украшения.
Автомобили оснащались двигателем с одним карбюратором мощностью 90 л. с., но по заказу на них мог быть установлен более мощный мотор с тремя карбюраторами. Это были единственные модели Ferrari на тот период, которые оснащались стальными штампованными колёсами, по сравнению со спицованными на гоночных автомобилях.
Несмотря на то, что модели 166 Inter были дорожными автомобилями, многие из них участвовали в соревнованиях и неплохо себя показали, несмотря на увеличенный, за счёт отделки салона, вес.

## 166 F2, 166 FL

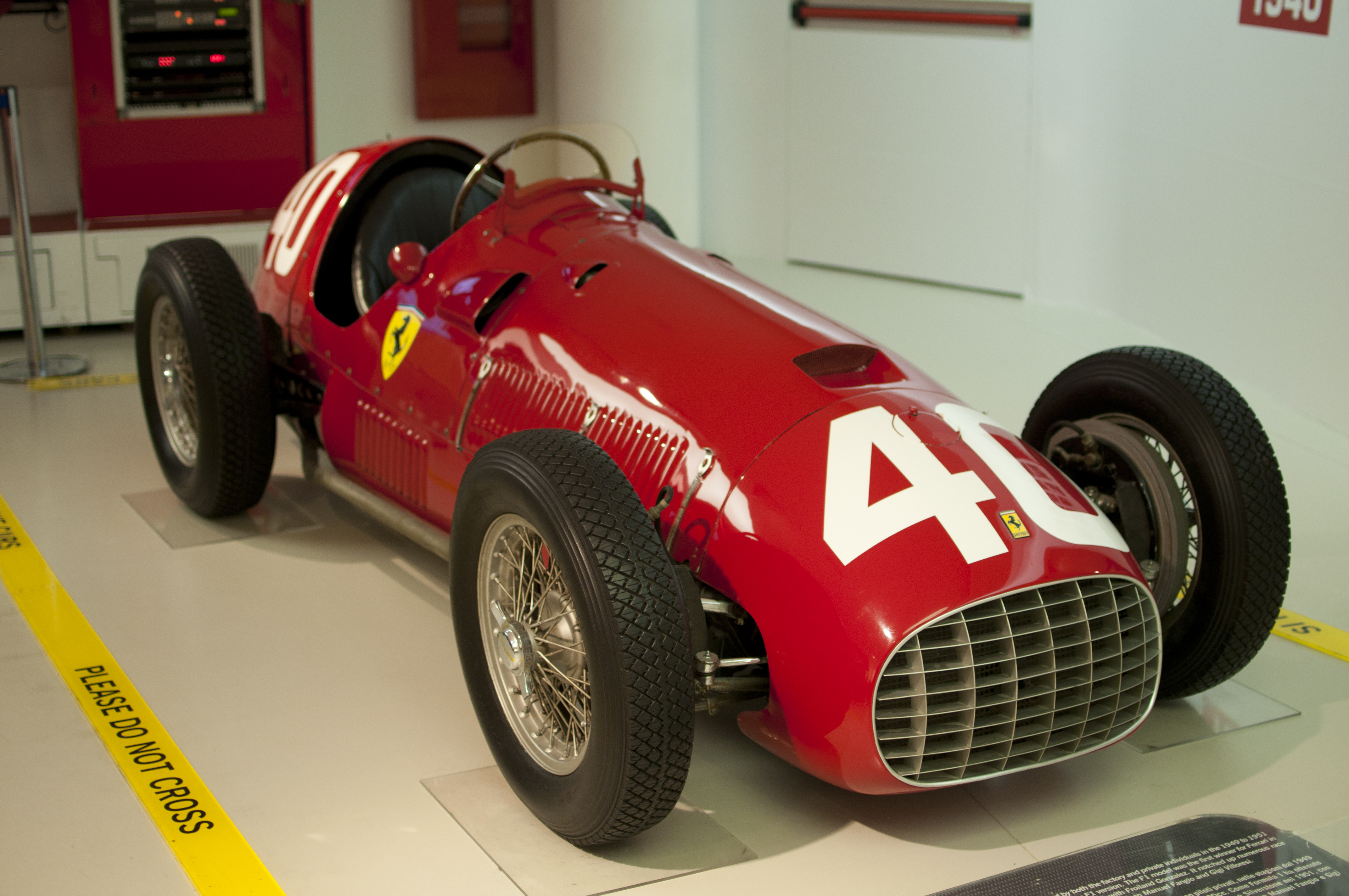
Ferrari 166 F2

Созданная в 1948 году одноместная модель 166 F2 была первым гоночным автомобилем Ferrari, который был выведен на трассы в соответствии с фирменной программой участия в соревнованиях. Он изготавливался для частных лиц и обладал взаимозаменяемостью большинства деталей, вплоть до двигателей. Целью автомобиля было участие в соревнованиях Формулы-1, но проведение этого чемпионата всё откладывалось. Первые гонки Формулы-1 прошли в 1950 году по новым правилам и для них на фирме подготовили другой автомобиль (125 F1). А модель 166 F2, обладая простым, но очень прочным и хорошо настроенным шасси успешно выступал в гонках Формулы-2 с известными гонщиками за рулём. На таком автомобиле, специально купленном для него Автомобильным клубом Аргентины (Automóvil Club Argentino) и окрашенном в сине-жёлтый цвет, летом 1949 года одержал свою первую победу за Ferrari Хуан Мануэль Фанхио. Подобный автомобиль с оснащённым наддувом двухлитровым мотором мощностью 260 л. с. участвовал в гонках Formula Libre (Свободная Формула) под названием 166 FL.

## Комментарии
1. 1 2 3  Сухая масса автомобиля без технических жидкостей (охлаждающая и тормозная жидкости, моторное  и трансмиссионное масла и т.п.), немного меньше снаряженной массы.
2. ↑  Сайт любителей марки Barchetta Архивная копия от 1 мая 2017 на Wayback Machine приводит цифру в 9 автомобилей 166 Spyder Corsa.
3. ↑  Для получения большей мощности, гоночные автомобили часто заправляли специальной смесью бензина и спирта[16].
4. ↑  Сайт любителей марки Barchetta Архивная копия от 1 мая 2017 на Wayback Machine приводит цифру в 47 экземпляров 166 MM: 25 автомобилей с открытым кузовом и 5 с закрытым производства Touring, 8 с открытым и 4 с закрытым кузовом Vignale, один автомобиль с закрытым кузовом Zagato, один с открытым — Pininfarina и ещё три открытых автомобиля.
5. ↑  Сайт любителей марки Barchetta Архивная копия от 23 мая 2019 на Wayback Machine приводит цифру в 38 экземпляров 166 Inter: 13 автомобилей с кузовом купе и 8 с кузовом Berlinetta производства Touring, 6 с кузовом купе и 1 с кузовом Berlinetta Vignale, 1 автомобиль с кузовом купе от Ghia, 4 закрытых Berlinetta и 1 купе, а также 3 открытых кабриолета производства Stabilimenti Farina и 1 открытый кабриолет Bertone.